# Haseborgsche Windmühle
Die Haseborgsche Windmühle, auch Windmühle ter Haseborg oder Windmühle Möhlenwarf, ist eine denkmalgeschützte zweistöckige Holländerwindmühle in Möhlenwarf im Landkreis Leer (Ostfriesland). Das Bauwerk ist eine von zwei Holländerwindmühlen im Gebiet der Stadt Weener und gilt als ein Wahrzeichen des Ortes.

## Geschichte
Gebaut wurde die Getreidemühle 1899 von Everwien ter Haseborg (* 1857; † 1920), wobei Teile der zuvor in Leer an der Leda abgebrochenen Visser’schen Mühle verwendet wurden. 1920 übernahm Everwien ter Haseborg (* 1886; † 1967), der Sohn des Erbauers, die Mühle. In der dritten Generation hätte der Mühlenbetrieb an den nächsten Sohn mit dem Namen Everwien ter Haseborg übergehen sollen, dieser fiel jedoch im Zweiten Weltkrieg. Stattdessen übernahm der Neffe des Vorbesitzers, dieser hieß ebenfalls Everwien ter Haseborg, den Mühlenbetrieb 1949. Er erwarb die Mühle schließlich im Jahr 1962. Zusätzlich zur Mühle wurde eine Bäckerei und ein Lebensmittelgeschäft betrieben. Der Mühlenbetrieb wurde im  Jahr 1972 eingestellt und das Gebäude an Karl Dall verkauft, der es zum Wohnhaus umbauen ließ. Die Bäckerei und ein Lebensmittelgeschäft blieben bis in die 1990er Jahre geöffnet. Dall veräußerte die Mühle 2010. Sie wird weiterhin als Wohnhaus genutzt.